# Julia Perrin
Pour les articles homonymes, voir Perrin.
Julia Perrin est une actrice pornographique française vue dans plus d'une vingtaine de films tournés entre 1979 et 1982.

## Biographie
Julia Perrin s'est imposée comme une vedette de la pornographie du début des années 1980 grâce à sa collaboration avec des réalisateurs majeurs du genre. Pour Francis Leroi, elle tourne Dodo, petites filles au bordel avec Cathy Stewart et tient le rôle-titre de Charlotte mouille sa culotte !. Pour Jean-Claude Roy, elle incarne la rivale de Brigitte Lahaie dans Maîtresse pour couple. Pour Gérard Kikoïne elle tourne dans La Clinique des fantasmes et Hôtel pour jeunes filles aux côtés de Dominique Saint Claire.
Elle partage la vedette avec Marilyn Jess dans Jolies petites garces, une des premières réalisations de Marc Dorcel tournée pour le nouveau marché de la vidéo.
Elle pose également pour de nombreux magazines de charme comme Mayfair au Royaume-Uni, Playmen en Italie ou pour l'édition allemande de Penthouse. Dotée d'un visage de poupée et d'un corps superbe, Julia Perrin décroche le titre de Miss Europe nue 1981 sous les couleurs d'Andorre. Sacre discret, mais qui lui vaut tout de même d'apparaître dans l'édition américaine de Playboy de février 1982. Comme Marilyn Jess ou Morgane, autres vedettes du X français, elle apparaît dans les pages d'Hara-Kiri aux côtés de célébrités comme Gérard Lanvin, Carlos ou Renaud.

## Filmographie

### Longs métrages
- 1979 : Partouzes ou L' Ouvreuse n'a pas de culotte de Michel Baudricourt
- 1979 : Mets-la moi profonde de Gilbert Roussel
- 1979 : La Nymphomane lubrique de Alain Payet (comme Maryline)
- 1979 : Déculottez-vous Mesdemoiselles de Francis Leroi : Marie (comme Marie Lou) - Sortie le 26/09/1979
- 1980 : L' Initiation porno de Virginie de Bob Wade - Sortie le 02/01/1980
- 1980 : Ça aide beaucoup ! de Pierre-B. Reinhard
- 1980 : Secrets d'adolescentes (Le segrete esperienze di Luca e Fanny) de Gérard Loubeau : Fanny (versions hard et soft)
- 1980 : Jolies petites garces de Marc Dorcel :  Isabelle (comme Isabelle Forestier)
- 1980 : Paradise de Pierre B. Reinhard :  Mireille (comme Marylène)
- 1980 : Dodo, petites filles au bordel (Open Nightly) de Francis Leroi :  Julie (comme Bianca Moore)
- 1980 : Hôtel pour jeunes filles de Gérard Kikoïne : Muriel (comme Bianca Moor)
- 1980 : Le journal érotique d'une Thailandaise de Jean-Marie Pallardy :  un mannequin (non créditée)
- 1980 : L'Immorale de Claude Mulot : la cliente lesbienne (comme Aude Moore)
- 1980 : Maîtresse pour couple de Jean-Claude Roy :  Claire, la maîtresse (comme Marie-Lou)
- 1980 : La Pension des fesses nues de Francis Leroi (comme Marie-Loup)
- 1980 : La Clinique des fantasmes ou Parties très spéciales (RX for Sex) de Gérard Kikoïne : la soubrette (comme Julia Perrier)
- 1981 : Ça frime chez les minettes de Jean-François Hautin et Bob Wade : la troisième postulante
- 1981 : Charlotte mouille sa culotte ! (Looking Good) de Francis Leroi : Charlotte Charensol (comme Mary-Loup)
- 1981 : Body-body à Bangkok de Jean-Marie Pallardy (comme Bianca Moor)
- 1981 : Love Dreams de Alan Vydra (comme Julia Perrier)
- 1981 : Bouches fermées à défoncer de Michel Caputo
- 1982 : Les Petites nymphettes ou Sweet Young Girls de Gérard Kikoïne : Gina (comme Julia Perrein)
- 1982 : Les Clientes (Girls Girls Girls 2) de Alan Vydra et Gérard Kikoïne : La voleuse
- 1986 : Confidences d’une petite vicieuse très perverse de Michel Caputo : Un modèle parisien ( Comme Julia Perrin )

### Images d'archives
- Satte Lust, Loop de la collection  Tabu Erotic Fire - Puppen der Nacht  (extrait de  Maîtresses pour couple)
- Hot Girls, Loop de la collection  Tabu Love Video
- Ribu aristokrat – nr 039 – Süße Verführung, loop extrait de Sweet Young Girls
- Ribu aristokrat – Satisfaction nr204 – Sex absurd, loop extrait de Sweet Young Girls
- Ribu satisfaction – nr 201 – Die Überraschung, loop  extrait de Déculottez-vous mesdemoiselles
- Ribu aristokrat – nr 041 – Nymphomaninnen, loop extrait de Sweet Young Girls
- Secret Lovers, Loop
- 1981 : Innocence impudique (compilation de Jean-Claude Roy )
- 1982 : Professione p... attrice de Roberto Girometti : (compilation)
- 1983 : Porno Express 1 (compilation, éd. Ribu)
- 1985 : Pornographie (compilation, éd. Ribu)
- Ribu Hardcore Special 5 (compilation, scène de Sweet Young Girls)
- Best of Beate Uhse Nr. 1 (compilation)
- Best of Beate Uhse Nr. 14 (compilation, scène de Petites filles au bordel)
- Best Girls of Porno (comme Julia Perrier, compilation, scène de Love Dreams)
- 2010 : L'âge d'or du x documentaire de Nicolas Castro et Laurent Préyale

## Photographie
- Extra international (France), no 4
- Fiesta, no 12 vol. 13, 1979,
- Mayfair (Royaume-Uni), no 11, novembre 1980, Girl of the Month : Julia Browning
- Playmen (Italie), mai 1982